# 中埔 (新北市)
中埔，是臺灣新北市三峽區的一個地名，位於該區西北部三峽河西岸支流麻園溪北岸一帶。以行政區而言，範圍大致包括中埔里不含最東端及東北端、永館里南部中段、弘道里東北端。

## 歷史
台灣清治末期至日治初期，中埔地區為一街庄，稱為「中埔庄」，隸屬於海山堡。該庄北與公館後庄為鄰，東與三角湧庄、八張庄為鄰，南邊為蔴園庄，西南邊為福德坑庄，西邊為鳶山庄。
1901年（日治明治三十四年）11月，該庄隸屬於桃園廳，編入第十九區。1905年（明治三十八年）7月，第十九區改稱「三角湧區」。1920年（大正九年），該庄改制為「中埔」大字，隸屬於臺北州海山郡三峽街。
戰後三峽街改制為三峽鎮，隸屬於臺北縣，大字亦改制為里。2010年12月，臺北縣升格為新北市，三峽鎮改制為三峽區。

## 交通
鄉道北85線（中園街）是山佳至溪墘寮的道路，經過中埔地區最東端，往北可前往三峽市區、柑園、山佳等地，往南可至溪墘寮接省道台3線。
鄉道北81線（大同路、弘道路）是中埔至福德坑山區的道路，東側端點在鄉道北85線路口，經過本地區南部，往西南可至福德坑山區。

## 學校
- 中園國小